# Neaxius acanthus
Neaxius acanthus är en kräftdjursart som först beskrevs av H. Milne Edwards 1878.  Neaxius acanthus ingår i släktet Neaxius och familjen Axiidae. Inga underarter finns listade i Catalogue of Life.